# Hermann Papst
Hermann Papst (* 13. August 1902 in Aussig, Böhmen; † 6. Mai 1981 in St. Georgen im Schwarzwald) war ein deutscher Elektrotechniker.

## Herkunft
Seine Eltern waren der Buchhalter Hugo Papst (1870–1941) aus Glauchau und dessen Ehefrau Else Fischer (1870–1951) aus Oldisleben in Thüringen.

## Leben
Im Alter von acht Jahren zog er mit den Eltern nach Wien. Sein Interesse galt den Naturwissenschaften und der Technik. 1914 bastelt er seinen ersten Rundfunkempfänger. Mit 17 Jahren erhielt er sein erstes Patent für die Entwicklung einer elektrischen Pendeluhr. Drei Jahre später baute er das erste Motorfahrrad mit einer neuartigen Wälzfederung.
1925 zog er nach Berlin. Hier traf er den Franzosen Achille Boitel, der die Idee hatte, ein Grammophon zu bauen, das sowohl mit einem Elektromotor als auch mit einem Federwerkmotor laufen kann. (Daher der Name Dual.) Papst konstruierte dieses kombinierte Elektrofederwerk und optimierte es.
Auf der Internationalen Funkausstellung in Berlin lernte er Christian Steidinger aus St. Georgen im Schwarzwald kennen, in dessen Firma er am 22. März 1928 als Chefkonstrukteur begann und die später unter dem Namen Dual firmierte. In dieser Zeit entstand auch der Federwerkmotor Mooly, der Verwendung fand in dem 1936 von Leitz beauftragten Schnellaufzug für die Leica III.
1935 erfand er einen Außenläufermotor mit einem äußerst gleichmäßigen Gang und einem geringen Streufeld, der sich für die um 1950 auf den Markt kommenden Tonbandgeräte und Schreibmaschinen als besonders geeignet erwies. 
Nach 1935 beschäftigte er sich mit Problemen des Farbfernsehens und der Bildspeicherung für eine Großprojektion von Fernsehbildern.
1937 kündigte er bei Steidinger, machte sich ohne ausreichende wirtschaftliche Grundlage selbständig, eröffnete in St. Georgen sein eigenes Ingenieurbüro und entwickelte seinen Außenläufermotor weiter. 1942 entstand die Firma Papst-Motoren. Zehn Jahre später beschäftigte er 130 Mitarbeiter, 1960 schon tausend. Besondere Verdienste erwarb er sich durch seine Mitarbeit an der internationalen Normung auf dem Gebiet der Elektromotoren.
Nach seinem Tod 1981 übernahmen die beiden Söhne Georg und Günther die Firma. 1992 verkauften sie das angeschlagene Unternehmen an die Elektrobau Mulfingen GmbH & Co. KG, die seit 2003 ebm-papst heißt.

## Veröffentlichungen
- Wirken und Werden der Volkswirtschaft: Möglichkeiten des Staates zur Förderung ; Sparvorgänge und Entstehung der Einkommen; 1933
- DAL, der Dampf-Auftrieb-Lufttransporter mit Sauglandung: nebst weiteren Materialien der Papst-Motoren KG; 1969